# Sacoglottis trichogyna
Sacoglottis trichogyna är en tvåhjärtbladig växtart som beskrevs av Cuatr.. Sacoglottis trichogyna ingår i släktet Sacoglottis och familjen Humiriaceae. Inga underarter finns listade i Catalogue of Life.